# Club Voleibol Ciutadella 2014-2015
Questa voce raccoglie le informazioni riguardanti il Club Voleibol Ciutadella nelle competizioni ufficiali della stagione 2014-2015.

## Organigramma societario
Area direttiva
- Presidente: Catalina Moll

Area tecnica
- Allenatore: José Lloréns
- Allenatore in seconda: Gabriel Gelabert

## Rosa
| N° | Nome            | Ruolo | Data di nascita   | Nazionalità sportiva |
| -- | --------------- | ----- | ----------------- | -------------------- |
| 1  | Esperanza Pons  | S     | 27 giugno 1980    | Spagna               |
| 4  | Raquel Brun     | S/O   | 17 settembre 1993 | Spagna               |
| 7  | Rachel Cline    | P     | 15 maggio 1992    | Stati Uniti          |
| 7  | Ana Maldonado   | P     | 19 maggio 1994    | Spagna               |
| 8  | Danira Costa    | P     | 7 gennaio 1992    | Spagna               |
| 9  | Elisa Gener     | L     | 20 giugno 1985    | Spagna               |
| 10 | Esther Marqués  | C     | 3 luglio 1978     | Spagna               |
| 11 | Irene Cano      | C     | 23 aprile 1985    | Spagna               |
| 12 | Rocío Gómez     | S/O   | 30 dicembre 1987  | Spagna               |
| 15 | Beatriz Vázquez | S/O   | 29 dicembre 1985  | Spagna               |
| 17 | Marina Faner    | S     | 1º gennaio 1999   | Spagna               |
| 18 | Ana Belén Pérez | C     | 17 marzo 1981     | Spagna               |